# Строутер, Джулиан
Джулиан Ли Строутер-Кордеро (англ. Julian Lee Strawther-Cordero; род. 18 апреля 2002, Лас-Вегас, Невада) — американский профессиональный баскетболист клуба НБА «Денвер Наггетс»..

## Карьера в средней школе
Строутер играл в баскетбол в средней школе Либерти в Хендерсоне, штат Невада. В юношеском возрасте он набирал в среднем 27,3 очка и 8,8 подбора за игру. В старшем сезоне он набирал в среднем 31,5 очка, 11,1 подбора и 2,2 передачи за игру, заслужив звание лучшего игрока Юго-восточной лиги. Строутер набрал 51 очко в матче против средней школы Аполло на турнире HoopHall West Invitational, установив рекорд турнира. Он ушел как своей школы по очкам и подборам. Он решил играть в студенческий баскетбол за «Гонзагу», несмотря на предложения от «Маркетта», «Флориды» и УНЛВ.

## Карьера в колледже
На первом курсе «Гонзаги» Строутер набирал в среднем 3,4 очка за игру, выступая дублером Кори Кисперта. Его команда дошла до игры национального финала. 15 ноября 2021 года он набрал 18 очков в победе над «Олкорн Стэйт» со счетом 84:57. Будучи второкурсником, Строутер набирал в среднем 11,8 очка и 5,4 подбора за игру. По итогам сезона он подал заявку на участие в драфте НБА 2022 года, прежде чем в конечном итоге вернулся в «Гонзагу».
28 января 2023 года Стротер набрал рекордные в карьере 40 очков в победной игре над «Портлендом» (82:67). В турнире NCAA 2023 года против «УКЛА Брюинз» он забросил мяч в корзину с 35 футов (11 м), а «Гонзага» удержала победу и вышла в четвертьфинал.

## Профессиональная карьера

### Денвер Наггетс (2023—настоящее время)
Строутер был выбран командой «Денвер Наггетс» под общим 29-м номером на драфте НБА 2023 года. 6 июля 2023 года «Денвер Наггетс» объявили о подписании контракта со Строутером.

## Карьера за сборную
Хотя Строутер уроженец Лас-Вегаса, он представляет Пуэрто-Рико на международном уровне из-за пуэрториканского происхождения его матер и. На чемпионате мира по баскетболу среди юношей до 19 лет он набирал в среднем 22 очка и 6,1 подбора за игру, чем помог своей команде финишировать на шестом месте. Он набрал 40 очков, 10 подборов и 4 передачи, в проигрышной игре за пятое место против России.

## Статистика

### Статистика в НБА
| Сезон                                                                                    | Команда | Регулярный сезон | Регулярный сезон | Регулярный сезон | Регулярный сезон | Регулярный сезон | Регулярный сезон | Регулярный сезон | Регулярный сезон | Регулярный сезон | Регулярный сезон | Регулярный сезон | Серия плей-офф | Серия плей-офф | Серия плей-офф | Серия плей-офф | Серия плей-офф | Серия плей-офф | Серия плей-офф | Серия плей-офф | Серия плей-офф | Серия плей-офф | Серия плей-офф |
| Сезон                                                                                    | Команда | GP               | GS               | MPG              | FG%              | 3P%              | FT%              | RPG              | APG              | SPG              | BPG              | PPG              | GP             | GS             | MPG            | FG%            | 3P%            | FT%            | RPG            | APG            | SPG            | BPG            | PPG            |
| ---------------------------------------------------------------------------------------- | ------- | ---------------- | ---------------- | ---------------- | ---------------- | ---------------- | ---------------- | ---------------- | ---------------- | ---------------- | ---------------- | ---------------- | -------------- | -------------- | -------------- | -------------- | -------------- | -------------- | -------------- | -------------- | -------------- | -------------- | -------------- |
| 2023/24                                                                                  | Денвер  | 50               | 0                | 10,9             | 36,9             | 29,7             | 71,0             | 1,2              | 0,9              | 0,3              | 0,1              | 4,5              | 3              | 0              | 5,3            | 33,3           | 25,0           | 50,0           | 0,7            | 0,0            | 0,3            | 0,0            | 2,3            |
|                                                                                          | Всего   | 50               | 0                | 10,9             | 36,9             | 29,7             | 71,0             | 1,2              | 0,9              | 0,3              | 0,1              | 4,5              | 3              | 0              | 5,3            | 33,3           | 25,0           | 50,0           | 0,7            | 0,0            | 0,3            | 0,0            | 2,3            |
| Наведите курсор мыши на аббревиатуры в заголовке таблицы, чтобы прочесть их расшифровку. |         |                  |                  |                  |                  |                  |                  |                  |                  |                  |                  |                  |                |                |                |                |                |                |                |                |                |                |                |

### Статистика в NCAA
| Сезон | Команда | Conf  | Class | GP | GS | MPG  | FG%  | 3P%  | FT%  | RPG | APG | SPG | BPG | PPG  |
| --- | ------- | ----- | ----- | -- | -- | ---- | ---- | ---- | ---- | --- | --- | --- | --- | ---- |
| 2020/21 | Гонзага | WCC   | FR    | 25 | 0  | 7,4  | 51,7 | 32,1 | 69,6 | 1,2 | 0,0 | 0,2 | 0,0 | 3,4  |
| 2021/22 | Гонзага | WCC   | SO    | 32 | 31 | 26,8 | 49,8 | 36,5 | 70,5 | 5,4 | 1,0 | 0,5 | 0,2 | 11,8 |
| 2022/23 | Гонзага | WCC   | JR    | 37 | 37 | 31,2 | 46,9 | 40,8 | 77,6 | 6,2 | 1,3 | 0,8 | 0,4 | 15,2 |
| Всего | Всего   | Всего | Всего | 94 | 68 | 23,4 | 48,4 | 38,4 | 74,5 | 4,6 | 0,9 | 0,6 | 0,2 | 10,9 |
| Наведите курсор мыши на аббревиатуры в заголовке таблицы, чтобы прочесть их расшифровку Статистика приведена с сайта sports-reference.com |         |       |       |    |    |      |      |      |      |     |     |     |     |      |

## Личная жизнь
Строутеру было девять лет, когда его мать Лурдес умерла от рака груди. Его старшая сестра Пэрис играла в студенческий баскетбол за команду ЮНЛВ. Дед Строутера по отцовской линии, Эдвард, был подполковником, участвовавшим во Второй мировой войне и основавшим Las Vegas Sentinel, одну из двух афроамериканских газет в Неваде.